# Marinósdóttir
Marinósdóttir ist ein weiblicher isländischer Name.

## Herkunft und Bedeutung
Der Name ist ein Patronym und bedeutet Marinós Tochter. Die männliche Entsprechung ist Marinósson (Marinós Sohn).

## Namensträgerinnen
- Þorbjörg Alda Birkis Marinósdóttir (* 1984), isländische Journalistin und Schriftstellerin, siehe Tobba Marinós
- Þórunn Ósk Marinósdóttir (* 1971), isländische Violinistin